# Xã Middlefork, Quận Worth, Missouri
Xã Middlefork (tiếng Anh: Middlefork Township) là một xã thuộc quận Worth, tiểu bang Missouri, Hoa Kỳ. Năm 2010, dân số của xã này là 201 người.